# 2022年亚洲运动会黎巴嫩代表团
2022年亚洲运动会黎巴嫩代表团是黎巴嫩所派出的，參加因2019冠狀病毒病疫情而延期至2023年舉辦的第19屆亞洲運動會的代表團。这是黎巴嫩第十二次参加亚洲运动会。黎巴嫩队在该届亚洲运动会上共派出28名运动员参加9个大项的比赛，代表团开幕式旗手为游泳运动员Munzer Kabbara和跆拳道运动员Laetitia Aoun。最终黎巴嫩队在该届亚运共获得1枚铜牌，与叙利亚、巴勒斯坦和柬埔寨并列排名奖牌榜第38位，唯一的铜牌来自于柔道运动员Caramnob Sagaipov。

## 奖牌获得者
| 奖牌 | 运动员            | 项目 | 赛事         | 日期    |
| ---- | ----------------- | ---- | ------------ | ------- |
| 銅牌 | Caramnob Sagaipov | 柔道 | 男子90公斤级 | 9月26日 |